# Индийски пилоти от Формула 1
Тази страница представлява списък, който включва всички индийски пилоти, които са вземали участие в световния шампионат на Формула 1, както техните резултати и статистики.

## Първият индийски пилот участвал във Формула 1
| Година | Дата   | Пилот            | Конструктор    | Голяма награда | Писта       |
| ------ | ------ | ---------------- | -------------- | -------------- | ----------- |
| 2005   | 6 март | Нараин Картекиан | Джордан-Тойота | ГН Австралия   | Албърт Парк |

## Световни шампиони
- Индийски пилот никога не е печелил световната титла.

## Резултати на индийските пилоти във Формула 1
- до сезон 2022 включително

| N |       | Участия | Победи | ПП | НБО | Точки | Подиуми |
| 2 | Индия | 57      | –      | –  | –   | 5     | –       |
| - | ----- | ------- | ------ | -- | --- | ----- | ------- |

| N | Пилот            | Участия | Победи | ПП | НБО | Точки | Подиуми |
| - | ---------------- | ------- | ------ | -- | --- | ----- | ------- |
| 1 | Нараин Картекиан | 46      | –      | –  | –   | 5     | –       |
| 2 | Карун Чандок     | 11      | –      | –  | –   | –     | -       |